# Mognéville
Mognéville település Franciaországban, Meuse megyében. Lakosainak száma 359 fő (2022. január 1.). Mognéville Cheminon, Sermaize-les-Bains, Andernay, Beurey-sur-Saulx, Contrisson, Couvonges és Vassincourt községekkel határos.

## Népesség
A település népességének változása:
| Lakosok száma | 387  | 404  | 389  | 412  | 375  | 376  | 381  | 377  | 371  | 359  |
|               | 1968 | 1982 | 1990 | 2006 | 2013 | 2015 | 2017 | 2019 | 2020 | 2022 |